# La Aguja
La Aguja är en ort i Mexiko.   Den ligger i kommunen Cuichapa och delstaten Veracruz, i den sydöstra delen av landet, 250 km öster om huvudstaden Mexico City. La Aguja ligger 584 meter över havet och antalet invånare är 207.
Terrängen runt La Aguja är huvudsakligen kuperad, men åt nordväst är den platt. Runt La Aguja är det ganska tätbefolkat, med 116 invånare per kvadratkilometer. Närmaste större samhälle är Córdoba, 13,0 km norr om La Aguja. I omgivningarna runt La Aguja växer huvudsakligen savannskog.